# Energías renovables en Nepal

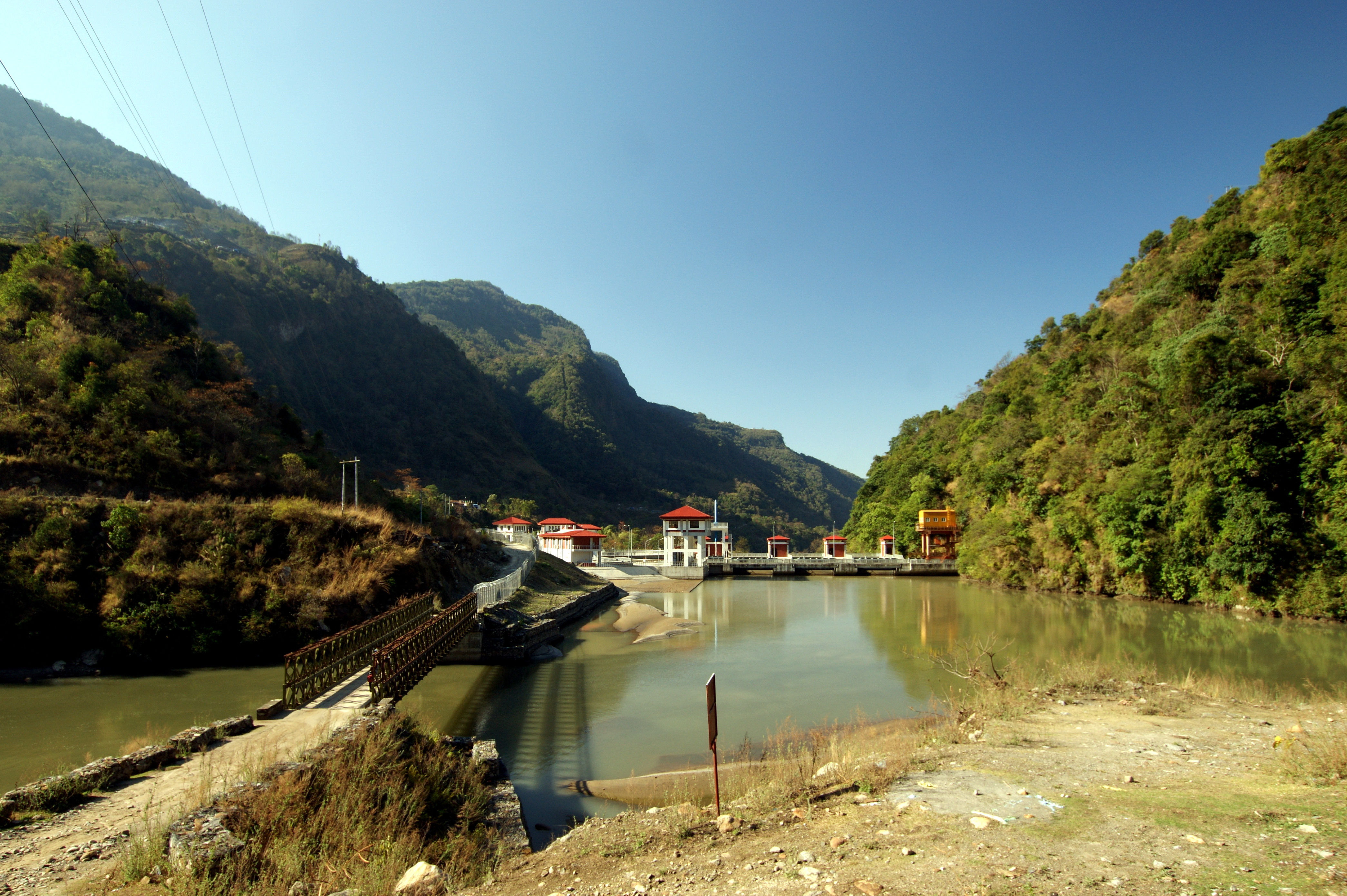
Central hidroeléctrica en Ngadi Bazar, distrito de Lamjung

La energía renovable en Nepal es un sector que se está desarrollando rápidamente en Nepal. Si bien Nepal se basa principalmente en la energía hidroeléctrica para sus necesidades energéticas, la energía solar y eólica se considera un complemento importante para resolver su crisis energética. 
Nepal es uno de los tres países con mayor aumento en el acceso a la electricidad de 2006 a 2016, debido a las fuentes de energía renovables conectadas a la red y fuera de la red.

## Hidroelectricidad
Según una estimación, Nepal tiene un potencial hidroeléctrico de 83,000 megavatios (MW). Aprovechar un estimado de 40,000 MW se considera técnicamente y económicamente factible.
Nepal tiene actualmente una capacidad instalada de 1,000 MW provenientes de 88 plantas hidroeléctricas en todo el país. De esto, 441 MW son producidos por 60 centrales hidroeléctricas propiedad de productores independientes de energía. La mayoría de las centrales hidroeléctricas de Nepal son de pasada, lo que hace que el suministro de electricidad fluctúe según la temporada.
A partir de marzo de 2018, se están construyendo hasta 113 centrales hidroeléctricas. Estas plantas tendrán una capacidad combinada de 3.090 MW una vez completadas.
Se estima que el terremoto de Nepal en abril de 2015 destruyó al menos 14 represas hidroeléctricas en el país, representan 115 MW de instalaciones hidroeléctricas. El terremoto afectó al 30 por ciento de la capacidad de generación de Nepal en ese momento. Esto dio lugar a sugerencias para que Nepal diversifique su combinación energética, así como para que "la planificación energética a corto, mediano y largo plazo proporcione electricidad confiable, segura y sostenible a hogares, empresas e industrias en el país".

## Energía solar
Nepal obtiene la mayor parte de su electricidad de fuentes hidroeléctricas, pero está buscando expandir el papel de la energía solar en su combinación de energía.
Los cortes de energía con un promedio de 10 horas por día en el último tiempo habían sido comunes en Nepal y la Autoridad de Electricidad de Nepal publica un calendario para los cortes de energía. La energía solar se puede ver como una fuente de energía más confiable en Nepal que la electricidad tradicional. Las instalaciones privadas de paneles solares son más frecuentes en Nepal. 
En consecuencia, la energía solar se utiliza adecuadamente en Nepal, pero aún podemos mejorar más. 
Lugares como Madi, Chitwan, donde la Autoridad de Electricidad no proporciona electricidad debido al parque nacional de Chitwan, la gente ha dependido de la energía solar durante varios años. 
Nepal comenzó la construcción de su planta de energía solar más grande en abril de 2018 en el distrito de Nuwakot. El proyecto tendrá una capacidad de 25 MW para servir al valle de Katmandú una vez finalizado.
En 2019, el Departamento de Desarrollo de Electricidad de Nepal aprobó licencias de inspección para 21 ubicaciones para prepararse para la posible instalación de 56 plantas solares, que podrían tener una capacidad solar combinada de 317,14 MW. El mayor proyecto de energía solar planificado es una estación solar fotovoltaica de 120 MW en Dhalkebar, en el distrito de Mahottari.

## Energía eólica-solar
Nepal lanzó su mayor sistema de energía eólica y solar en diciembre de 2017 para atender a los hogares rurales en la aldea de Hariharpurgadi, distrito de Sindhuli, en el marco del Proyecto de Expansión del Sistema de Poder de Cooperación Económica Subregional de Asia Meridional . El sistema tiene la capacidad de producir 110 kilovatios-hora de energía por día.
El país también opera un sistema eólico-solar de mini-red en la aldea rural de Dhaubadi, el distrito de Nawalparasi, que suministra 43,6 kilovatios-hora de energía por día.